# Dafina Zeqiri (piosenkarka)
Dafina Zeqiri, znana także jako Dafina oraz Duffye (ur. 14 kwietnia 1989 w Varberg) – szwedzka piosenkarka pochodzenia kosowsko–albańskiego, związana z gatunkami pop oraz rhythm and blues.

## Życiorys
Karierę muzyczną rozpoczęła w wieku 4 lat, jako dziecko śpiewała w chórach. W 1999 roku uczestniczyła w jednym ze szwedzkich festiwali muzycznych przeznaczonych dla dzieci, a jako nastolatka przeprowadziła się wraz z rodzicami do Kosowa, gdzie zawodowo zajęła się muzyką. W 2016 roku zamieszkała w Manhattanie.
W 2016 roku zwyciężyła w 15. edycji festiwalu Netët e Klipit Shqiptar w kategorii najlepsza produkcja teledysku.

## Notowania
| Rok notowania | Tytuł utworu                            | Najwyższa pozycja | Najwyższa pozycja |
| Rok notowania | Tytuł utworu                            | ALB               | CHE               |
| ------------- | --------------------------------------- | ----------------- | ----------------- |
| 2017          | Four Season                             | 3                 |                   |
| 2017          | Told Ya                                 | 1                 |                   |
| 2018          | Alo (wspólnie z DJ Geekiem)             | 31                |                   |
| 2018          | Kurgjo nuk kallxojna                    | 26                |                   |
| 2020          | Aman (wspólnie z Ledrim Vulą i Lumim B) | 4                 | 79                |
| 2020          | Lule lule (wspólnie z Lumim B)          | 55                |                   |
| 2020          | Merri krejt                             | 70                |                   |
| 2020          | Million $                               | 20                | 82                |
| 2020          | Një herë në jetë (wspólnie z Cricketem) | 43                | 132               |
| 2020          | Ring Ring (gościnnie: Varrosi)          | 56                |                   |
| 2020          | Vuj vuj vuj                             | 19                |                   |
| 2020          | Zili zili                               | 5                 |                   |
| 2021          | Aman (wspólnie z Ledrim Vulą i Lumim B) | 32                |                   |
| 2021          | Million $                               | 50                |                   |
| 2021          | Një herë në jetë (wspólnie z Cricketem) | 51                |                   |
| 2021          | Mos Shko (gościnnie: Yll Limani)        | 4                 |                   |
| 2021          | Zili zili                               | 30                |                   |

## Albumy[17]
- Knockdown (2008)[4]
- Just Me (2011)
- King (2017)[18]
- Dafinë moj (2021)[19]
- The Absolute Vol. 1 (2024)
- The Absolute Vol. 2 (2024)

(stan na 13 stycznia 2025)

## Życie prywatne
Córka piosenkarki Melihate Zeqiri i Nebiha Bajraktariego; ojciec zostawił rodzinę. Dafina Zeqiri ma dwie siostry: Besę i Tringę.